# František Škarvan
František Škarvan (27. března 1910 – 22. dubna 1992 Praha) byl synodní kurátor Českobratrské církve evangelické, český právník a úředník Kanceláře prezidenta republiky.

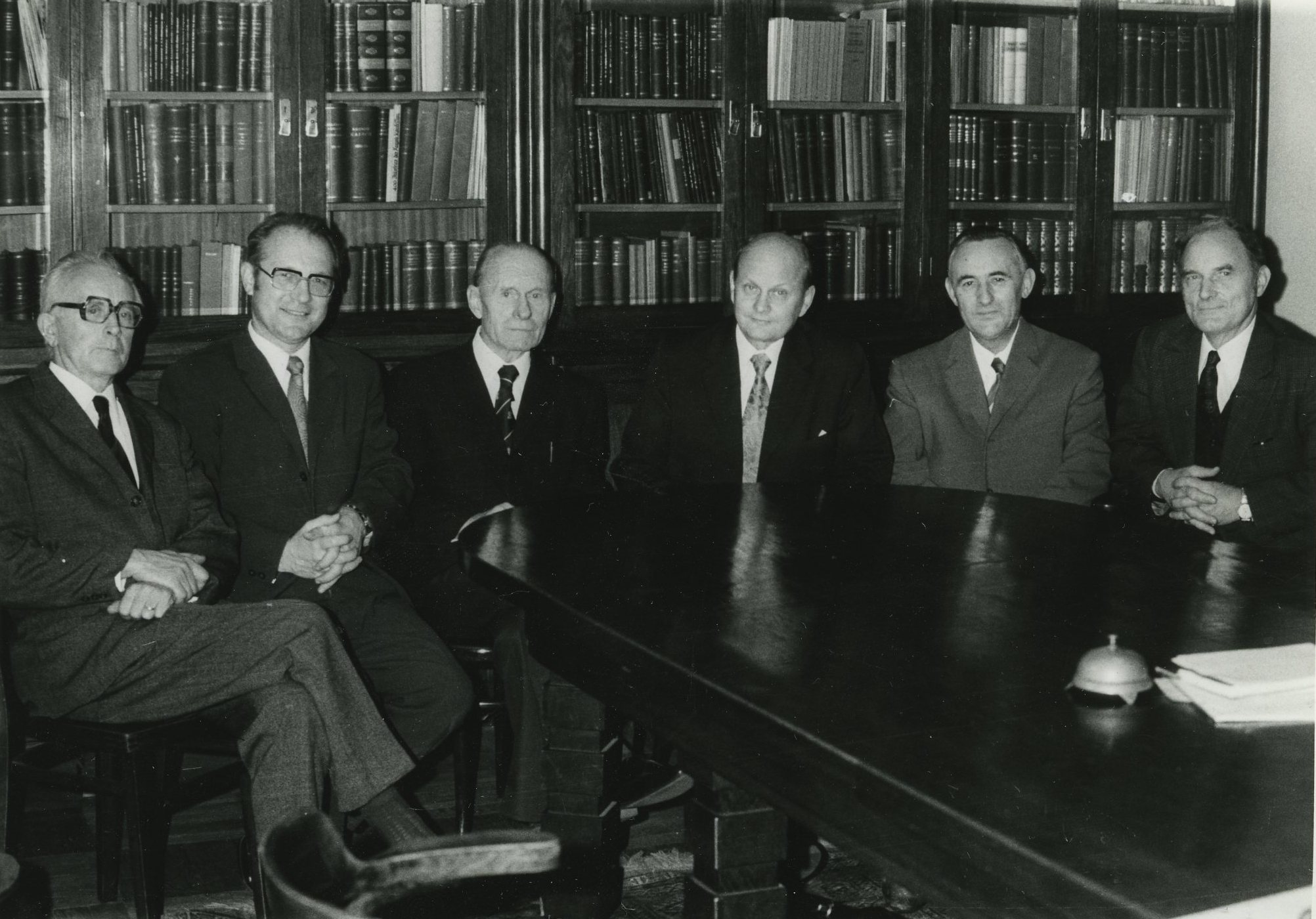
Synodní rada ČCE v roce 1977; F. Škarvan sedí třetí zleva

František Škarvan pracoval mezi léty 1936–1948 jako osobní tajemník Tomáše G. Masaryka, Edvarda Beneše a Emila Háchy. V letech 1948–1949 byl ve vyšetřovací vazbě, následně byl komunistickým režimem nucen až do roku 1970 vykonávat dělnické povolání. V letech 1958–1989 byl veden Státní bezpečností jako nepřátelská osoba.
Úřad synodního kurátora zastával v letech 1971–1979. Jako synodní kurátor v době normalizace reprezentoval politiku ústupků státní moci (motivované snahou o záchranu holé existence církve) a postihu vnitrocírkevní opozice.